# Mattis Cederberg
Mattis Cederberg (* 18. August 1971 in Falun) ist ein schwedischer Jazzmusiker (Bassposaune, auch Tuba, Cimbasso, Komposition).

## Wirken
Cederberg studierte Bassposaune an der Musikhochschule Malmö bei Jan Mortensen. Ab 1996 war er als freischaffender Musiker tätig. Er spielte u. a. mit Magnus Lindgren & der Swedish Radio Jazz Group (Paradise Open), Héctor Bingerts Latin Lover Big Band, Monica Zetterlund, Lennart Åberg, Peter Asplund, aber auch mit Tomas Ledin, The Ark, Lars Winnerbäck und Marie Fredriksson.
Seit 2002 ist Cederberg Mitglied der WDR Big Band Köln, mit der er an zahlreichen Rundfunkproduktionen und Alben mit Stars wie Joe Zawinul (Brown Street), McCoy Tyner, Patti Austin, Slide Hampton, Michael & Randy Brecker (Some Skunk Funk, Grammy), Joe Lovano, Toots Thielemans oder BAP (Volles Programm) beteiligt war. Daneben leitet er seine eigene Band Sonic Mechatronik Arkestra, mit der er die Alben Mechatronycon (2003) und Overunity (2006) veröffentlichte. Er gehört zum Moserobie Jazz Label in Stockholm, für das er auch als Grafikdesigner tätig ist.